# 查尔斯·奥弗伯格
查尔斯·吉尔伯特·奥弗伯格（英語：Charles Gilbert Overberger，1920年10月12日—1997年3月17日），美国有机化学和高分子合成化学家。

## 生平简历
1920年，奥弗伯格出生于美国宾夕法尼亚州巴恩斯伯勒。1941年在宾夕法尼亚州立大学获得学士学位，1944年在伊利诺伊大学厄巴纳-香槟分校获得博士学位。1944年至1946年间，奥弗伯格在伊利诺伊大学从事博士后研究，随后他接受杜邦资助，在麻省理工学院从事橡胶相关的博士后研究。
1947年奥弗伯格受聘于布鲁克林理工学院任助理教授，1951年起任高分子研究所副主任，1955年至1963年任化学系主任，1964年至1967年改任理学院院长兼高分子研究所主任。
1967年，奥弗伯格被密歇根大学聘为化学系主任，1968年创建密歇根大学高分子研究中心并任主任至1987年，1972年至1983年任密歇根大学副校长，1989年退休。
奥弗伯格曾任1967年度美国化学会主席以及1975年至1977年的國際純粹與應用化學聯合會高分子分会主席，也曾担任过美国科学促进会化学分会主席。
奥弗伯格与1966年同伊丽莎白·蔡斯·奥弗伯格（Elizabeth Chase Overberger）结婚，在此之前，他的前妻为他留下了四个子女。

## 学术成就
奥弗伯格对高分子化学的发展做出了巨大的贡献，1968年在他的推动下，国际纯粹与应用化学联合会成立了高分子分会。奥弗伯格的研究对象包括苯乙烯及其取代物的聚合反应、离子型聚合及其引发剂、光活性高分子以及合作催化作用，共发表300余篇关于高分子的论文。
他获得的荣誉包括：
- 1978年，美国化学会Charles Lathrop Parsons奖
- 1979年，塑料工程师协会国际奖
- 1982年，福兰克林学会Horace N. Potts奖章
- 1985年，密歇根大学杰出教师成就奖